# Список серій аніме «Бліч»
Це список серій аніме «Bleach».
11 жовтня 2022 року вийшов сиквел, що адаптовує кінцеву арку манґи: «Бліч: Тисячолітня кривава війна».

## Арка 1. Тимчасовий сінігамі
| Номер | Назва                                                                                             | Дата показу в Японії |
| ----- | ------------------------------------------------------------------------------------------------- | -------------------- |
| 1     | День, коли я став сінігамі «Shinigami ni nacchatta hi» (死神になっちゃった日)                     | 5 жовтня 2004        |
| 2     | Робота для сінігамі «Shinigami no oshigoto» (死神のお仕事)                                        | 12 жовтня 2004       |
| 3     | Бажання брата, бажання сестри «Ani no omoi, imōto no omoi» (兄の想い、妹の想い)                   | 19 жовтня 2004       |
| 4     | Проклятий папуга «Noroi no inko» (呪いのインコ)                                                   | 26 жовтня 2004       |
| 5     | Переможи невидимого ворога! «Mienai teki o nagure!» (見えない敵を殴れ!)                           | 2 листопада 2004     |
| 6     | Битва! Ітіго проти Ітіго «Shitō! Ichigo vs Ichigo» (死闘！一護VSイチゴ)                           | 9 листопада 2004     |
| 7     | Привіт від м'якої іграшки «Nuigurumi kara KONnichiwa» (ぬいぐるみからコンにちは)                  | 16 листопада 2004    |
| 8     | 17 червня, спогади під дощем «Rokugatsu jūnananichi, ame no kioku» (6月17日、雨の記憶)            | 23 листопада 2004    |
| 9     | Непереможний ворог «Taosenai teki» (倒せない敵)                                                   | 30 листопада 2004    |
| 10    | Подорож-вторгнення на порожні землі духів «Burari reiba totsugeki no tabi!» (ぶらり霊場突撃の旅!) | 7 грудня 2004        |
| 11    | Легендарний квінсі «Densetsu no Kuinshi» (伝説のクインシー)                                       | 14 грудня 2004       |
| 12    | Добра права рука «Yasashii migiude» (やさしい右腕)                                                | 21 грудня 2004       |
| 13    | Квітка і порожній «Hana to horō» (花とホロウ)                                                     | 28 грудня 2004       |
| 14    | Смертельна битва спиною до спини! «Senaka awase no shitō!» (背中合わせの死闘!)                    | 11 січня 2005        |
| 15    | Великий план Кона «Kon no UHAUHA daisakusen» (コンのウハウハ大作戦)                               | 18 січня 2005        |
| 16    | Зустрічайте: Абарай Рендзі! «Abarai Renji, misan!» (阿散井恋次、見参!)                            | 25 січня 2005        |
| 17    | Ітіго помирає! «Ichigo, shisu!» (一護、死す!)                                                     | 1 лютого 2005        |
| 18    | Повернути втрачене! Сили сінігамі (取り戻せ! 死神の力!)                                           | 8 лютого 2005        |
| 19    | Ітіго стає порожнім! «Ichigo, horo ni ochiru!» (一護、ホロウに墜ちる!)                            | 15 лютого 2005       |
| 20    | Тінь Гіна Ітімару «Ichimaru Gin no kage» (市丸ギンの影)                                           | 22 лютого 2005       |

## Арка 2. Суспільство душ: Проникнення
| Номер | Назва                                                                                                  | Дата показу в Японії |
| ----- | --- | -------------------- |
| 21    | Вторгнення! Світ сінігамі «Totsunyu! Shinigami no sekai» (突入！死神の世界)                            | 1 березня 2005       |
| 22    | Людина, яка ненавидить сінігамі «Shinigami o nikumu otoko» (死神を憎む男)                              | 8 березня 2005       |
| 23    | За 14 днів до страти Рукії «Rukia shokei, juyokka mae» (ルキア処刑、14日前)                            | 15 березня 2005      |
| 24    | Скликання! Готей 13 «Kesshu! Gotei jusantai» (結集！護廷13隊)                                          | 22 березня 2005      |
| 25    | Проникнути в центр за допомогою величезної бомби? «Kyodai houdan de chuo toppa?» (巨大砲弾で中央突破?) | 29 березня 2005      |
| 26    | Формування! Невдала зустріч «Kessei! Saiaku no taggu» (結成! 最悪のタッグ)                             | 5 квітня 2005        |
| 27    | Вивільни смертельний удар! «Hissatsu no ichigeki o hanate!» (必殺の一撃を放て!)                        | 12 квітня 2005       |
| 28    | Ціль — Оріхіме «Nerawareta Orihime» (狙われた織姫)                                                     | 19 квітня 2005       |
| 29    | Прорив! В оточенні сінігамі «Toppaseyo! Shinigami hōimō» (突破せよ! 死神包囲網)                        | 26 квітня 2005       |
| 30    | Зіткнення з Рендзі «Tachihadakaru Renji» (立ちはだかる恋次)                                            | 3 травня 2005        |
| 31    | Готовність до вбивства «Kiru tame no kakugo» (斬る為の覚悟)                                            | 10 травня 2005       |
| 32    | Зірки і самотність «Hoshi to norainu» (星と野良犬)                                                     | 17 травня 2005       |
| 33    | Чудо! Загадковий новий герой (філер) «Kiseki! Nazo no shinhīrō» (奇跡！謎の新ヒーロー)                 | 26 травня 2005       |
| 34    | Трагедія на світанку «Yoake no sangeki» (夜明けの惨劇)                                                 | 1 червня 2005        |
| 35    | Айдзен вбитий! Наростаюча тьма «Aizen ansatsu! Shinobiyoru yami» (藍染暗殺！忍び寄る闇)                | 7 червня 2005        |
| 36    | Дзаракі Кенпаті наближається! «Zaraki Kenpachi semaru!» (更木剣八、迫る!)                              | 14 червня 2005       |
| 37    | Причина для битви «Ken no riyuu» (拳の理由)                                                            | 21 червня 2005       |
| 38    | Відчай! Зламаний Дзангецу «Zettaizetsumei! Orareta Zangetsu» (絶対絶命! 折られた斬月)                  | 28 червня 2005       |
| 39    | Безсмертний «Fujimi no otoko» (不死身の男)                                                             | 5 липня 2005         |
| 40    | Сінігамі, якого зустрів Гандзю «Ganju no mita shinigami» (岩鷲の見た死神)                              | 12 липня 2005        |
| 41    | Воз'єднання, Ітіго і Рукія «Saikai, Ichigo to Rukia» (再会、一護とルキア)                              | 19 липня 2005        |

## Арка 3. Суспільство душ: Порятунок
| Номер | Назва | Дата показу в Японії |
| ----- | --- | -------------------- |
| 42    | Йоруіті, богиня швидкості, танцює! «Shunshin Yoruichi, mau!» (瞬神夜一、舞う!)                                                                     | 26 червня 2005       |
| 43    | Мерзенний сінігамі «Hiretsu na shinigami» (卑劣な死神)                                                                                             | 2 серпня 2005        |
| 44    | Гранична потужність Ісіди! «Ishida, kyokugen no chikara!» (石田、極限の力!)                                                                        | 9 серпня 2005        |
| 45    | Перевершуючи межу! «Genkai o koero!» (限界を越えろ!)                                                                                               | 16 серпня 2005       |
| 46    | Справжні рекорди! Школа сінігамі «Jitsuroku! Shinigami no gakkō» (実録! 死神の学校)                                                                | 23 серпня 2005       |
| 47    | Месники «Adautsu monotachi» (仇討つ者たち) | 30 серпня 2005       |
| 48    | Крик Хіцугаї! «Hitsugaya, hoeru!» (日番谷、吼える!)                                                                                                | 6 вересня 2005       |
| 49    | Жах Рукії «Rukia no akumu» (ルキアの悪夢) | 13 вересня 2005      |
| 50    | Воскрешаючий лев (філер) «Yomigaeru shishi» (よみがえる獅子)                                                                                       | 20 вересня 2005      |
| 51    | Ранок страти «Shokei no asa» (処刑の朝) | 27 вересня 2005      |
| 52    | Рендзі, клятва душі! Смертельний бій з Бякуєю «Renji, tamashii no chikai! Byakuya to no shitō» (恋次、魂の誓い! 白哉との死闘)                      | 4 жовтня 2005        |
| 53    | Спокуса Гіна Ітімару, хитка рішучість «Gin Ichimaru no yūwaku, kuzusareta kakugo» (市丸ギンの誘惑、崩された覚悟)                                   | 4 жовтня 2005        |
| 54    | Виконана клятва! Повернення Рукії! «Hatasareru chikai! Rukia dakkan naru ka!» (果たされる誓い! ルキア奪還なるか)                                   | 18 жовтня 2005       |
| 55    | Найсильніший сінігамі! Остання битві між учителем і учнями «Saikyo no shinigami! Kyūkyaku no shitei taiketsu» (最強の死神! 究極の師弟対決)         | 25 жовтня 2005       |
| 56    | Надзвукова битва! Богиня війн приймає рішення «Chosoku no tatakai! Bu no megami, kessu» (超速の戦い! 武の女神、決す)                               | 1 листопада 2005     |
| 57    | Сембондзакура, знищена! Дзангецу проривається крізь небеса «Senbonzakura, funsai! Ten o tsuku zangetsu» (千本桜、粉砕! 天を衝く斬月)               | 8 листопада 2005     |
| 58    | Бар'єри прибрані! Чорний клинок, неймовірна сила «Kaiho! Kuroki yaiba, kiseki no chikara» (開放! 黒き刃、奇跡の力)                                 | 15 листопада 2005    |
| 59    | Закінчення смертельної сутички! Білосніжна гордість і чорне бажання «Shito ketchaku! Shiroki hokori to kuroki omoi» (死闘決着! 白き誇りと黒き想い) | 22 листопада 2005    |
| 60    | Безнадійна реальність, кинджал вбивці повернувся «Zetsubo no shinjitsu, furiorosareta kyōjin» (絶望の真実、振り下ろされた凶刃)                     | 6 грудня 2005        |
| 61    | Айдзен повстав! Жахливі амбіції «Aizen, tatsu! Osorubeki yabo» (藍染、立つ! 恐るべき野望)                                                          | 13 грудня 2005       |
| 62    | Збираємось! Група найсильніших сінігамі! «Shuketsu seyo! Saikyo no shinigami shūdan» (集結せよ! 最強の死神集団)                                    | 20 грудня 2005       |
| 63    | Рішення Рукії, почуття Ітіго «Rukia no ketsui, Ichigo no omoi» (ルキアの決意、一護の想い)                                                          | 10 січня 2006        |

## Арка 4. Баунто (філер)
| Номер | Назва | Дата показу в Японії |
| ----- | --- | -------------------- |
| 64    | Знову в школу, Рендзі з'явився в реальному світі?! «Shingakki, gense ni Renji ga yatte kita!?» (新学期、現世に恋次がやって来た!?)                      | 17 січня 2006        |
| 65    | Насувається жах, друга жертва «Shinobi yoru kyoofu, nibanme no giseisha» (忍び寄る恐怖、２番目の犠牲者)                                                | 24 січня 2006        |
| 66    | Напролом! Захована в лабіринті пастка «Toppa seyo! Meikyū ni hisomu wana» (突破せよ！迷宮に潜む罠)                                                     | 31 січня 2006        |
| 67    | Смертельна гра! Зниклий однокласник «Shi no geemu! Kieru kurasumeito» (死のゲーム！消えるクラスメイト)                                                 | 7 лютого 2006        |
| 68    | Істинне лице диявола, розкритий секрет «Akuma no shotai, akasareta himitsu» (悪魔の正体、明かされた秘密)                                               | 14 лютого 2006       |
| 69    | Баунто! Ті, хто полюють на душі «Baunto! Tamashi o karu mono tachi» (バウント！魂を狩る者たち)                                                         | 14 лютого 2006       |
| 70    | Рукія повернулась! Відродження команди Тимчасового сінігамі! «Rukia no kikan! Daiko chimu fukkatsu» (ルキアの帰還！代行チーム復活)                     | 21 лютого 2006       |
| 71    | Момент зіткнення! Зло протягує руки до квінсі «Gekitotsu no toki! Kuinshi ni semaru ma no te» (激突の時！クインシーに迫る魔の手)                       | 7 березня 2006       |
| 72    | Водна атака! Втеча з обложеної клініки «Mizu no kogeki! Tozasareta byōin kara no dasshutsu» (水の攻撃！閉ざされた病院からの脱出)                       | 14 березня 2006      |
| 73    | Зібрання у Місці Долі! Людина, що почало діяти «Ba un to shūketsu! Ugoki dasu otoko» (場運と集結！動き出す男)                                          | 28 березня 2006      |
| 74    | Спогади вічноживучого клану «Eien o ikiru ichizoku no kioku» (永遠を生きる一族の記憶)                                                                  | 28 березня 2006      |
| 75    | Потрясіння в 11 загоні! Воскреслий сінігамі «Jūichibantai gekishin! Yomigaetta shinigami» (十一番隊激震！よみがえった死神)                             | 4 квітня 2006        |
| 76    | Руйнівна сила! Фурідо проти Дзангецу «Chikara no gekitotsu! Furido vs Zangetsu» (力の激突！フリードVS斬月)                                             | 4 квітня 2006        |
| 77    | Неослабна злість! Сінігамі, вбитий Кенпаті «Kienu onnen! Kenpachi ga kitta shinigami» (消えぬ怨念！剣八が斬った死神)                                   | 11 квітня 2006       |
| 78    | Шокуюче відкриття Готей 13! Істина, похована в історії «Gotei jūsantai kyōgaku!! Rekishi ni uzumoreta shinjitsu» (護廷十三隊驚愕!! 歴史に埋もれた真実) | 2 травня 2006        |
| 79    | Йосіно, бажання померти «Yoshino, shi o kaketa omoi» (芳野、死をかけた想い)                                                                            | 9 травня 2006        |
| 80    | Напад могутнього ворога! Остання тоненька лінія захисту?! «Kyōteki no kyūshū! Chiisana saishū bōei sen!?» (強敵の急襲! 小さな最終防衛線!?)             | 16 травня 2006       |
| 81    | Хіцугая діє! Атаковане місто «Hitsugaya ugoku! Osowareta machi» (日番谷動く！襲われた街)                                                               | 23 травня 2006       |
| 82    | Ітіго проти Даруку! Поява ослабілої темряви «Ichigo VS Daruku! Shirakigami no shutsugen» (一護VSダルク！白き闇の出現)                                  | 30 травня 2006       |
| 83    | Попеляста тінь, секрет ляльок «Haiiro no kage, dōru no himitsu» (灰色の影、ドールの秘密)                                                               | 6 червня 2006        |
| 84    | Розкол команди Тимчасового сінігамі? Зрада Рукії «Daiko chimu bunretsu? Uragitta Rukia» (代行チーム分裂？裏切ったルキア)                               | 13 червня 2006       |
| 85    | Сумна смертельна сутичка! Рукія проти Оріхіме «Namida no shito! Rukia VS Orihime» (涙の死闘！ルキアvs織姫)                                             | 13 червня 2006       |
| 86    | Рангіку танцює! Простроми невидимого ворога! «Rangiku, mau! Mienai teki o kire!» (乱菊舞う！見えない敵を斬れ)                                          | 20 червня 2006       |
| 87    | Бякуя викликаний! Готей 13 починає діяти! «Byakuya shooshuu! Ugokidasu gotei 13» (白哉召集！動き出す護廷十三隊)                                        | 4 червня 2006        |
| 88    | Винищення лейтенантів?! Пастка в підземній печері «Fukutaicho zenmetsu!? Chikadōkutsu no wana» (副隊長全滅!?地下洞窟の罠)                              | 11 липня 2006        |
| 89    | Матч-реванш?! Ісіда проти Нему «Saisen!? Ishida VS Nemu» (再戦!?石田VSネム)                                                                            | 18 липня 2006        |
| 90    | Абарай Рендзі, банкай душі! «Abarai Renji, tamashii no bankai!» (阿散井恋次、魂の卍解！)                                                               | 25 липня 2006        |
| 91    | Сінігамі і квінсі, оживляюча сила «Shinigami to kuinshī, yomigaeru chikara» (死神とクインシー、よみがえる力)                                           | 1 серпня 2006        |

## Арка 5. Напад Залежних на Суспільство душ (філер)
| Номер | Назва | Дата показу в Японії |
| ----- | --- | -------------------- |
| 92    | Вторгнення в світ сінігамі, ще раз «Shinigami sekai e no totsunyuu, futatabi» (死神世界への突入、再び)                             | 8 серпня 2006        |
| 93    | Напад баунто! Готей 13 - страшний землетрус «Baunto kyooshuu! Gekishin no gotei jūsantai» (バウンド強襲！激震の護廷十三隊)         | 15 серпня 2006       |
| 94    | Рішення Хіцугаї! Конфлікт наростає «Hitsugaya no ketsui! Gekitotsu no tokisemaru» (日番谷の決意！激突の時迫る)                     | 22 серпня 2006       |
| 95    | Бякуя вступає у бій! Танець рвучих вітер пелюсток сакури «Byakuya shutsujin! Kaze o saku sakura no mai» (白哉出陣！風を裂く桜の舞) | 5 вересня 2006       |
| 96    | Ітіго - Бякуя - Карія, битва трьох гігантів! «Ichigo - Byakuya - Kariya, sankyoku no tatakai!» (一護・白哉・狩矢、三極の戦い !)    | 12 вересня 2006      |
| 97    | Удар Хіцугаї! Уразь ворога посеред лісу «Hitsugaya Shutsugeki! Mori no naka no teki o kire!» (日番谷出撃！森の中の敵を斬れ)        | 19 вересня 2006      |
| 98    | Зіткнення! Дзаракі Кенпаті проти Ічіносе Макі «Gekitotsu! Zaraki Kenpachi VS Ichinose Maki» (激突！更木剣八VS一之瀬真樹)           | 4 жовтня 2006        |
| 99    | «Shinigami VS shinigami! Boso suru chikara» (死神VS死神！暴走する力)                                                               | 11 жовтня 2006       |
| 100   | Сой Фон помирає? Кінець Загону Таємних Операцій «Soifon shisu? Onmitsukido no saigo» (砕蜂死す？隠密機動の最後)                    | 18 жовтня 2006       |
| 101   | Банкай Маюрі!! Саватарі - Поява демона «Mayuri bankai!! Sawatari - Akuma no gekitotsu» (マユリ卍解!!沢渡・悪魔の激突)              | 1 листопада 2006     |
| 102   | Останній квінсі! Руйнівна сила «Saigo no kuinshi! Bohatsu suru chikara» (最後のクインシー！暴発する力)                             | 8 листопада 2006     |
| 103   | Ісіда, переступи через межу і нанеси удар! «Ishida, genkai o koete ute!» (石田、限界を超えて撃て！)                                | 15 листопада 2006    |
| 104   | 10 загін бореться до смерті! Вивільнення Хьоріммару «Shito ju ban tai! Hyōrinmaru o hanate» (死闘十番隊！氷輪丸を放て)             | 22 листопада 2006    |
| 105   | Карія! Зворотний відлік до вибуху «Kariya! Bakuhatsu e no kauntodaun» (狩矢！爆発へのカウントダウン)                               | 29 листопада 2006    |
| 106   | Життя і помста! Ісіда, остаточний вибір «Inochi to fukushū! Ishida, kyūkyoku no sentaku» (命と復讐！石田、究極の選択)              | 6 грудня 2006        |
| 107   | Падаючий клинок! Мить руйнування «Furiorosareta ha! Hametsu no shunkan» (振り下ろされた刃！破滅の瞬間)                             | 13 грудня 2006       |
| 108   | Плач баунто! Останній бій «Dokoku no baunto! Saigo no gekitotsu» (慟哭のバウント！最後の激突)                                      | 20 грудня 2006       |
| 109   | Ітіго і Рукія, роздуми в круговороті небес «Ichigo to Rukia, kaiten suru omoi» (一護とルキア、廻天する想い)                        | 4 січня 2007         |

## Арка 6. Арранкари
| Номер | Назва | Дата показу в Японії |
| ----- | --- | -------------------- |
| 110   | Повернення до справи! Новий жахливий учень. «Daikōgyō saikai! Kyōfu no tenkōsei» (代行業再開！恐怖の転校生)                              | 10 січня 2007        |
| 111   | Потрясіння! Справжні сутності батьків «Kyōgaku! Oyajitachi no shōtai» (驚愕！親父達の正体)                                               | 17 січня 2007        |
| 112   | Початок війни, Вайзарди і Арранкари «Tatakai no hajimari, vaizādo to arankaru» (戦いの始まり、仮面の軍勢と破面)                          | 24 січня 2007        |
| 113   | Прелюдія до Кінця Світу, вторгнення Арранкарів «Sekai hōkai e no jokyoku, arankaru shūrai» (世界崩壊への序曲、アランカル襲来！)          | 31 січня 2007        |
| 114   | Возз'єднання Ітіго і Рукії «Saikai, Ichigo to Rukia» (再会、一護とルキア)                                                                | 7 лютого 2007        |
| 115   | Особливе завдання! Поява сінігамі «Tokumei! Yatte kita shinigamitachi» (特命！やってきた死神たち)                                        | 14 лютого 2007       |
| 116   | Око злодія, знову Айдзен «Ashiki hitomi, Aizen futatabi» (悪しき瞳、藍染再び)                                                            | 21 лютого 2007       |
| 117   | Рукія знову в битві! Білий Клинок Льоду «Rukia sentō kaishi! Kōritsuku shiroi yaiba» (ルキア戦闘開始！凍りつく白い刃)                    | 28 лютого 2007       |
| 118   | Банкай Іккаку! Нищівна сила «Ikkaku bankai! Subete o kudaku chikara» (一角卍解！全てを砕く力)                                            | 7 березня 2007       |
| 119   | Таємна історія загону Дзаракі! Щасливчики «Zaraki tai hiwa! Tsuite iru otokotachi» (更木隊秘話！ツイている男たち)                        | 21 березня 2007      |
| 120   | Поразка Хіцугаї! Зламаний Хьоріммару «Hitsugaya ochiru! Kudaketa Hyōrinmaru» (日番谷散る！砕けた氷輪丸)                                  | 28 березня 2007      |
| 121   | Зіткнення! Людина, яка захищає, проти людина, яка страждає «Gekitotsu! Mamoru mono VS kōmuru mono» (激突！護る者VS被る者)                | 11 квітня 2007       |
| 122   | Вайзард! Міць пробуджених «Vaizādo! Mezameshi monotachi no chikara» (ヴァイザード！目覚めし者たちの力)                                   | 18 квітня 2007       |
| 123   | Ітіго, повне перетворення в порожнього!? «Ichigo, kanzen horō-ka!?» (一護、完全ホロウ化!?)                                               | 25 квітня 2007       |
| 124   | Зіткнення! Чорний банкай і білий банкай «Gekitotsu! Kuroi bankai to shiroi bankai» (激突！黒い卍解と白い卍解)                            | 2 травня 2007        |
| 125   | Терміновий доклад! Страшний план Айдзена! «Kinkyū hōkoku! Aizen no osorubeki keikaku!» (緊急報告！藍染の恐るべき計画)                    | 9 травня 2007        |
| 126   | Урю проти Рюкена! Зіткнення між квінсі – батьком і сином «Uryū VS Ryūken! Gekitotsu kuinshī oyako» (雨竜VS竜弦！激突クインシー親子)      | 16 травня 2007       |
| 127   | Рішення Урахари, бажання Оріхіме «Urahara no ketsudan, Orihime no omoi» (浦原の決断、織姫の想い)                                         | 30 травня 2007       |
| 128   | Арранкари з нічного жаху! Загін Хіцугаї виступає (філер) «Akumu no arankaru! Hitsugayatai shutsugeki» (悪夢のアランカル！日番谷隊出撃)   | 6 червня 2007        |
| 129   | Посланник занепалої Темряви! Розростання Зла (філер) «Maiorita yami no shisha! Zōshoku suru akui» (舞い降りた闇の使者！増殖する悪意)     | 13 червня 2007       |
| 130   | Незримий ворог! Беспощадне рішення Хіцугаї (філер) «Mienai teki! Hitsugaya, hijō na ketsudan» (見えない敵！日番谷、非情な決断)           | 20 червня 2007       |
| 131   | Сльози Рангіку, печальне розставання брата і сестри (філер) «Rangiku no namida, kanashiki kyōdai no wakare» (乱菊の涙、哀しき兄妹の別れ) | 27 червня 2007       |

## Арка 7. Уеко Мундо
| Номер | Назва | Дата показу в Японії |
| ----- | --- | -------------------- |
| 132   | Хіцугая, Карін і футбольний м'яч (філер) «Hitsugaya to Karin to sakkābōru» (日番谷と夏梨とサッカーボール)                          | 4 липня 2007         |
| 133   | Іккаку, повість про нагріваюче кров кендо (філер) «Ikkaku, nekketsu kendō monogatari» (一角、熱血剣道物語)                         | 11 липня 2007        |
| 134   | Прекрасний пекар, Юмічіка! (філер) «Utsukushiki patishie, Yumichika!» (美しきパティシエ、弓親！)                                   | 18 липня 2007        |
| 135   | Кон обманутий! Рангіку спостерігає... (філер) «Hakarareta Kon! Rangiku wa mite ita» (はかられた、コン！乱菊は見ていた・・)         | 25 липня 2007        |
| 136   | Смуток в Уеко Мундо! Смерть Улькіорри (філер) «Weko Mundo nairan! Urukiora no shi» (ウェコムンド内乱！ウルキオラの死)              | 8 серпня 2007        |
| 137   | Битва злої волі, пастки Айдзена (філер) «Akui no tatakai, Aizen no wana» (悪意の戦い、藍染の罠)                                    | 22 серпня 2007       |
| 138   | Уеко Мундо робить новий хід! Хіцугая проти Яммі «Weko Mundo saidō! Hitsugaya vs Yamī» (ウェコムンド再動!日番谷vsヤミー)            | 29 серпня 2007       |
| 139   | Ітіго проти Гріммджо, битва в 11 секунд! «Ichigo vs Gurimujō, 11 byō no tatakai!» (一護vsグリムジョー、 11秒の戦い)                | 5 вересня 2007       |
| 140   | План Улькіорри; мить, коли сяде сонце! «Sakubō no Urukiora, taiyō ga shizumu toki» (策謀のウルキオラ、太陽が沈む時)                | 12 вересня 2007      |
| 141   | Прощавай..., Куросакі-кун «Sayonara..., Kurosaki-kun» (さよなら…、黒崎くん)                                                        | 19 вересня 2007      |
| 142   | Наказ! Порятунок Іноуе Оріхіме - заборонено «Genmei! Inoue Orihime no kyujutsu o kinzu» (厳命！井上織姫ノ救出ヲ禁ズ)               | 26 вересня 2007      |
| 143   | Зцілення Гріммджо «Fukkatsu no Gurimujō» (復活のグリムジョー)                                                                      | 3 жовтня 2007        |
| 144   | Ісіда - Чад, Зародження Нової Сили «Ishida-Chado, atarashiki chikara no taidō» (石田・チャド、新しき力の胎動)                      | 17 жовтня 2007       |
| 145   | Збір Еспади! Імператорська аудієнція Айдзена «Esupāda shūketsu! Aizen no gozen kaigi» (エスパーダ集結！藍染の御前会議)             | 24 жовтня 2007       |
| 146   | Її звати Нелл! Зустріч з дивними арранкарами «Sono na wa Neru! Fushigi na arankaru tōjō» (その名はネル！不思議なアランカル登場)    | 31 жовтня 2007       |
| 147   | Ліс Меносів! Знайти зниклу Рукію (філер) «Menosu no mori! Kieta Rukia o sagase» (メノスの森！ 消えたルキアを探せ)                  | 7 листопада 2007     |
| 148   | Асідо, сінігамі, який прийшов з минулого (філер) «Ashido, kako kara kita shinigami» (アシド、過去から来た死神)                     | 14 листопада 2007    |
| 149   | Ліс, що руйнується, мільйони Меносів (філер) «Kuzureyuku mori, hyakuman no Menosu» (崩れ行く森、百万のメノス)                      | 21 листопада 2007    |
| 150   | Клятва! Ще раз, сюди, живими «Chikai! Futatabi ikite kono basho e» (誓い！再び生きてこの場所へ)                                    | 28 листопада 2007    |
| 151   | Шалений шторм! Зустріч з танцюючим арранкаром «Fukiareru bōfū! Odoru arankaru to no sōgū» (吹き荒れる暴風！踊るアランカルとの遭遇) | 5 грудня 2007        |

## Арка 8. Арранкари: Жорстока Боротьба
| Номер | Назва | Дата показу в Японії |
| ----- | --- | -------------------- |
| 152   | Контрудар Ітіго! Це мій Банкай «Ichigo hangeki! Koitsu ga ore no bankai da» (一護反撃！こいつが俺の卍解だ)                        | 12 грудня 2007       |
| 153   | Диявольське дослідження! План Заель-Апорро «Akuma no kenkyū! Zaeruaporo no takurami» (悪魔の研究！ザエルアポロの企み)             | 19 грудня 2007       |
| 154   | Рукія і Каєн, сумна зустріч «Rukia to Kaien, kanashimi no saikai» (ルキアと海燕、哀しみの再会)                                    | 26 грудня 2007       |
| 155   | Контрудар Рукії! Кідо того, що йде на смерть - вивільнити «Rukia hangeki! Kesshi no kidō o hanate» (ルキア反撃！決死の鬼道を放て) | 9 січня 2008         |
| 156   | Ісіда і Пеше, З'єднана атака дружби? «Ishida & Pesshe, yūjō no gattai kōgeki» (石田＆ペッシェ、友情の合体攻撃？)                  | 16 січня 2008        |
| 157   | Козир Ісіди, який розсікає душу «Ishida no kirifuda, tamashī o kirisaku mono» (石田の切り札、魂を切り裂くもの)                    | 23 січня 2008        |
| 158   | Права Рука Гіганта, Ліва Рука Диявола «Kyojin no migiude, akuma no hidariude» (巨人の右腕、悪魔の左腕)                            | 30 січня 2008        |
| 159   | Смерть Садо! сльози Оріхіме «Sado Yasutora shisu! Orihime no namida» (茶渡泰虎死す！織姫の涙)                                     | 6 лютого 2008        |
| 160   | Обітниця, твоє серце прямо тут... «Yuigon, kokoro wa koko ni» (遺言、心は此処に・・・)                                            | 13 лютого 2008       |
| 161   | Жорстокий розлом, Провокація Улькіорри «Zankoku na hamen, Urukiora no chōhatsu» (残酷な破面、ウルキオラの挑発)                    | 20 лютого 2008       |
| 162   | Сміх Заель-Аппоро, Рендзі в пастці «Warau Zaeruaporo, Renji hōi ami kansei» (笑うザエルアポロ、恋次包囲網完成)                    | 27 лютого 2008       |
| 163   | Сінігамі і Квінсі, битва з божевільним «Shinigami to kuinshī, kyōki to no tatakai» (死神とクインシー、狂気との戦い)               | 5 березня 2008       |
| 164   | План Ісіди, напад і захист за 20 секунд «Ishida no sakusen, Nijū byō no kōbō» (石田の作戦、２０秒の攻防)                          | 12 березня 2008      |
| 165   | Скипіла жага вбивства! Радість Гріммджо «Satsui futtō! Kanki no Gurimujō» (殺意沸騰！歓喜のグリムジョー)                          | 19 березня 2008      |
| 166   | Дві жахливі сили! Ітіго, який обернувся в порожнього «Shiryoku vs. shiryoku! Horōkashita Ichigo» (死力ＶＳ死力！ホロウ化した一護) | 9 квітня 2008        |
| 167   | Епілог, кінець Гріммджо «Kecchaku no toki, Gurimujō no saigo» (決着の時、グリムジョーの最後)                                      | 16 квітня 2008       |

## Арка 9. Новий капітан Сюсуке Амагай (філер)
| Номер | Назва | Дата показу в Японії |
| ----- | --- | -------------------- |
| 168   | Поява нового капітана! Його звати Сюсуке Амагай «Shin taichō tōjō! Sono namae wa Amagai Shūsuke» (新隊長登場！その名前は天貝繍助)                  | 23 квітня 2008       |
| 169   | Новий оберт, поява небезпечного студента-новачка «Shin tenkai, kiken na tenkōsei arawaru!» (新展開､危険な転校生現る！)                             | 7 травня 2008        |
| 170   | Відчайдушна боротьба місячної ночі, загадковий вбивця і дзанпакто «Tsukiyo no shitou, nazo no shikaku to zanpakutō» (月夜の死闘、謎の刺客と斬魄刀) | 14 травня 2008       |
| 171   | Кенрю, цвітучий шикай «Kenryu, sakimidareru beni no hana» (犬龍、咲き乱れる紅の華)                                                                 | 21 травня 2008       |
| 172   | Кіфуне оголошує війну! Порив шаленого вітру «Kifune shutsujin! Fukiareru reppuu» (貴船出陣！吹き荒れる烈風)                                        | 28 травня 2008       |
| 173   | Поява Великого Зла! Темрява Дому Касуміодзі «Kyo aku no toujou! Kasumioji ka no yami» (巨悪の登場！霞大路家の闇)                                   | 4 червня 2008        |
| 174   | Пробити дзеркальну границю! Ітіго полонений «Kagami no kyoukai wo yabure! Toraware no Ichigo» (鏡の境界を破れ！捕らわれの一護)                     | 11 червня 2008       |
| 175   | Мстивий вбивця, ціль - Ітіго «Fukushuu no shikaku, nerawareta Ichigo» (復讐の刺客、狙われた一護)                                                   | 18 червня 2008       |
| 176   | Таємниця! Вбивця з пожираючим мечем «Kaiki! Katana o kuu ansatsusha» (怪奇！刀を喰う暗殺者)                                                        | 25 червня 2008       |
| 177   | Преображення Рукії, шалений клинок «Gyakuten no Rukia! Bōsōsuru katana» (逆転のルキア、暴走する刀)                                                 | 25 червня 2008       |
| 178   | Нічний жах, Ітіго в задзеркаллі «Miserareta akumu, kagami no naka no Ichigo» (見せられた悪夢、 鏡の中の一護)                                       | 2 липня 2008         |
| 179   | Протистояння?! Амагай проти Готей 13 «Tairitsu!? Amagai VS Gotei jūsan tai» (対立！？ 天貝VS護廷十三隊)                                            | 9 липня 2008         |
| 180   | Рішення принцеси, клинок печалі «Hime no ketsui, kanashiki hanayome» (姫の決意、哀しき花嫁)                                                        | 16 липня 2008        |
| 181   | Операція 2-го загону! Ітіго оточений «Ni ban tai shutsugeki! Houi sareta Ichigo» (二番隊出撃！包囲された一護)                                      | 23 липня 2008        |
| 182   | Істинна сила Амагая, вивільнений дзанпакто! «Amagai no jitsuryoku, zanpakutō kaihou!» (天貝(あまがい)の実力、斬魄刀(ざんぱきとう)解放！)           | 30 липня 2008        |
| 183   | Рухома темрява! Справжні кольори Кіфуне «Ugokidashi ta yami! Kibune no shoutai» (動き出した闇！貴船(きぶね)の正体)                                 | 6 серпня 2008        |
| 184   | Кіра і Кіфуне, наступ і оборона 3-го загону «Kira to Kibune, san ban tai no koubou» (吉良と貴船、三番隊の攻防)                                     | 20 серпня 2008       |
| 185   | Лід і Полум'я! Амагай і Хіцугая «Koori to honoo! Amagai VS Hitsugaya no gekitou» (氷と炎！天貝VS日番谷の激闘)                                      | 27 серпня 2008       |
| 186   | Останні накази! Придушення дому Касуміодзі «Shutsugeki shirei! Kasumiōji ka o seiatsu seyo» (出撃指令！霞大路家を制圧せよ)                         | 3 вересня 2008       |
| 187   | Ітіго атакує! Секрет асассінів «Ichigo gekido! Ansatsusha no himitsu» (一護激怒！暗殺者の秘密)                                                     | 10 вересня 2008      |
| 188   | Дуель! Амагай проти Ітіго «Kettō! Amagai VS Ichigo» (決闘！天貝ＶＳ一護)                                                                           | 17 вересня 2008      |
| 189   | Гордість фальшивого сінігамі «Ochita shinigami no hokori» (堕ちた死神の誇り)                                                                       | 7 жовтня 2008        |

## Арка 10. Арранкари проти Сінігамі
| Номер | Назва | Дата показу в Японії |
| ----- | --- | -------------------- |
| 190   | Уеко Мундо. Перезавантаження. «Weko Mundo hen, saikai!» (ウェコムンド編、再開！)                                | 14 жовтня 2008       |
| 191   | Жахливий бенкет, театр Заель-Аппоро «Kyōen, Zaeruaporo gekijō» (恐宴, ザエルアポロ劇場)                         | 21 жовтня 2008       |
| 192   | Таємниця Нелл «Neru no himitsu, kyonyū bijo sansen!?» (ネルの秘密, 巨乳美女参戦！？)                            | 28 жовтня 2008       |
| 193   | Знерухомлений, Жахливе Шоу Маріонеток «Teikō funō, kyōfu no ningyōgeki» (抵抗不能、恐怖の人形劇)                | 4 листопада 2008     |
| 194   | Минуле Нелліель «Nerieru no kako» (ネリエルの過去)                                                              | 11 листопада 2008    |
| 195   | Остаточне возз'єднання. Справжній Пеше «Kyūkyoku gattai! Pesshe no honki» (究極合体！ ペッシェの本気)           | 18 листопада 2008    |
| 196   | Поява армії найсильніших сінігамі «Sanzen! Saikyō shinigami gundan tōjō» (参戦！最強死神軍団登場)               | 25 листопада 2008    |
| 197   | Банкай Бякуї, тиха злість «Byakuya bankai, shizukanaru ikari» (白哉卍解、静かなる怒り)                          | 2 грудня 2008        |
| 198   | Двоє вчених, западня Маюрі «Futari no kagakusha, Mayuri no wana» (２人の科学者、マユリの罠)                     | 9 грудня 2008        |
| 199   | Відроджений Заель-Аппоро «Seitan, Yomigaeru Zaeruaporo» (聖誕、蘇るザエルアポロ)                                | 16 грудня 2008       |
| 200   | Найміцніше тіло? Нойтора переможений «Saikō no karada!? Noitora o kire» (最硬の体！?ノイトラを斬れ)             | 23 грудня 2008       |
| 201   | Нойтора вільний! Множення зброї «Noitora kaihō! Zōshokushita ude» (ノイトラ解放！増殖した腕)                    | 6 січня 2009         |
| 202   | Висновок запеклого бою! Хто найсильніший «Gekitō kecchaku! Saikyō wa dare da» (激闘決着！最強は誰だ)            | 13 січня 2009        |
| 203   | Збір Каракури! Айдзен проти сінігамі «Karakura-chō ni shūketsu! Aizen tai shinigami» (空座町に集結！藍染対死神) | 20 січня 2009        |
| 204   | Різко-шлункова переконлива стратегія Ітіго (філер) «Ichigo no seppuku settoku sakusen» (一護の切腹説得作戦☆)    | 27 січня 2009        |
| 205   | Хвилювання! Футбольний турнір Порожніх (філер) «Doki! Horō darake no kemari taikai» (ドキ！虚だらけの蹴鞠大会)  | 3 лютого 2009        |

## Арка 11. Минуле
| Номер | Назва | Дата показу в Японії |
| ----- | --- | -------------------- |
| 206   | Глави минулого! Правда столітньої давності розкрита! «Kako hen kaishi! Hyakujū nen mae no shinjitsu» (過去編開始！１１０年前の真実) | 10 лютого 2009       |
| 207   | Новий Капітан 12-го загону, Кісуке Урахара «Jūnibantai shin taichō, Urahara Kisuke» (十二番隊新隊長、浦原喜助)                      | 17 лютого, 2009      |
| 208   | Айдзен і геніальний хлопчик «Aizen to tensai shōnen» (藍染と天才少年)                                                               | 24 лютого, 2009      |
| 209   | 9-тий відділ Мугуруми, виступ «Muguruma Kyūbantai, shutsudōse yo» (六車九番隊、出動せよ)                                            | 3 березня, 2009      |
| 210   | Хійорі загинула? початок трагедії «Hiyori shisu? Higeki no hajimari» (ひよ里死す？悲劇の始まり)                                     | 10 березня, 2009     |
| 211   | Зрада! Айдзен-ляльковод «Uragiri! An'yaku no Aizen» (裏切り！暗躍の藍染)                                                            | 17 березня, 2009     |
| 212   | Порятунок Хірако! Айдзен проти Урахари «Hirako o sukue! Aizen VS Urahara» (平子を救え！藍染VS浦原)                                  | 24 березня, 2009     |

## Арка 12. Арранкари: Фальшиве місто Каракура
| Номер | Назва | Дата показу в Японії |
| ----- | --- | -------------------- |
| 213   | Народження Захисника Каракури (філер) «Konsō keiji Karakuraizā tanjō» (魂葬刑事カラクライザー誕生)                      | 31 березня, 2009     |
| 214   | Останній день Захисника Каракури (філер) «Karakuraizā saigo no hi» (カラクライザー最後の日)                             | 7 квітня, 2009       |
| 215   | Захистімо місто Каракура! Всі сінігамі «Karakura-chō o mamore! Shinigami sōtōjō» (空座町を護れ！死神総登場)             | 14 квітня, 2009      |
| 216   | Еліта! Четвірка сінігамі «Seiei! Yonnin no shinigami» (精鋭！四人の死神)                                                | 21 квітня, 2009      |
| 217   | Гарний маленький демон Шарлотта «Utsukushiki koakuma Sharurotte» (美しき小悪魔シャルロッテ)                             | 28 квітня, 2009      |
| 218   | Кіра, Битва в розпачі «Kira, zetsubō no naka de no tatakai» (吉良、絶望の中での戦い)                                    | 5 травня, 2009       |
| 219   | Сікай Хісагі! Його ім'я... «Hisagi shikai! Sono na wa...» (檜佐木始解！その名は…)                                       | 12 травня, 2009      |
| 220   | Іккаку переможений! Криза Сінігамі «Ikkaku taoreru! Shinigami no kiki» (一角倒れる！死神の危機)                         | 19 травня, 2009      |
| 221   | Повне протистояння! Сінігамі проти Еспади «Zenmen taiketsu! Shinigami VS Esupāda» (全面対決！死神VS十刃)                | 26 травня, 2009      |
| 222   | Найзліша Ознака!? Сой Фон і Омаеда «Saikyō taggu!? Soi Fon & Ōmaeda» (最凶タッグ！？砕蜂＆大前田)                       | 2 червня, 2009       |
| 223   | Дивовижне Тіло! Випуски Дзіо «Kyōi no nikutai! Jio kaihō» (驚異の肉体！ジオ解放)                                        | 9 червня, 2009       |
| 224   | Битва трьох проти одного! Криза Рангіку «3 vs 1 no sentō! Pinchi no Rangiku» (３vs１の戦闘！ピンチの乱菊)               | 16 червня, 2009      |
| 225   | Знищені Лейтенанти! Жахливе чудовисько «Fukutaichō zenmetsu! Kyōfu no yōjū» (副隊長全滅！恐怖の妖獣)                    | 23 червня, 2009      |
| 226   | Висновок жорстокого бою? До нової битві! «Gekitō shūketsu? Aratanaru tatakai e!» (激闘終結？新たなる戦いへ！)           | 30 червня, 2009      |
| 227   | Дивовижна помилка (філер) «Wandafuru Erā» (ワンダフル·エラー)                                                           | 7 липня, 2009        |
| 228   | Літо! Море! Свято купальників! (філер) «Natsu da! Umi da! Mizugisai!!» (夏だ!海だ!水着祭!!)                             | 14 липня, 2009       |
| 229   | Крик душі? Народження Сінігамі в перуці! (філер) «Tamashii no Sakebi? Zura Shinigami Tanjō!» (魂の叫び？ヅラ死神誕生！) | 21 липня, 2009       |

## Арка 13. Повстання (філер)
| Номер | Назва | Дата показу в Японії |
| ----- | --- | -------------------- |
| 230   | Новий ворог? Втілення дзанпакто! «Aratanaru teki! Zanpakutō jittaika» (新たなる敵！斬魄刀実体化)                                 | 28 липня 2009        |
| 231   | Бякуя, Зникнення з сакурою «Byakuya, sakura totomo ni shō yu» (白哉、桜と共に消ゆ)                                               | 4 серпня 2009        |
| 232   | Соде но Шіраюкі проти Рукії! Сумніви в серці «Sode no Shirayuki VS Rukia! Kokoro no madoi» (袖白雪vsルキア！心の惑い)            | 11 серпня 2009       |
| 233   | Дзангецу, який перетворився у ворога «Teki to natta Zangetsu» (敵となった斬月)                                                   | 18 серпня 2009       |
| 234   | Рендзі вражений?! Два Забімару «Renji kyōgaku!? Futari no Zabimaru» (恋次驚愕!? 2人の蛇尾丸)                                     | 25 серпня, 2009      |
| 235   | Зіткнення! Хісагі проти Казесіні «Gekitotsu! Hisagi vs Kazeshini» (激突！檜佐木vs風死)                                           | 1 вересня 2009       |
| 236   | Вивільнення! Нова Гецуга Теншо «Hanate! Arata naru Getsuga Tenshō» (放て！新たなる月牙天衝)                                      | 8 вересня, 2009      |
| 237   | Сой Фон, дзанпакто оточені «Soi Fon, zanpakutō o hōi seyo» (砕蜂、斬魄刀を包囲せよ)                                              | 15 вересня 2009      |
| 238   | Дружба? Ненависть? Хайнеко і Тобіуме «Yūjō? Keno? Haineko & Tobiume» (友情？嫌悪？灰猫＆飛梅)                                    | 22 вересня, 2009     |
| 239   | Пробудження Хьорінмару! «Mezameyo Hyōrinmaru!» (目覚めよ氷輪丸！)                                                                | 29 вересня 2009      |
| 240   | Зрада Бякуї! «Uragiri no Byakuya» (裏切りの白哉)                                                                                 | 6 жовтня, 2009       |
| 241   | В ім'я гордості! Бякуя проти Рендзі! «Hokori no tame ni! Byakuya VS Renji» (誇りのために！白哉VS恋次)                            | 13 жовтня 2009       |
| 242   | Сінігамі і дзанпакто, загальний виступ! «Shinigami & zanpakutō, sou shutsugeki» (死神＆斬魄刀、総出撃)                           | 20 жовтня 2009       |
| 243   | Віч-на-віч! Ітіго проти Сенбондзакури! «Ikkiuchi! Ichigo VS Senbonzakura» (一騎打ち！一護VS千本桜)                               | 27 жовтня 2009       |
| 244   | Довгоочікувана поява Кенпаті! «Man o jishite...Kenpachi toujou!» (満を持して…剣八登場！)                                         | 3 листопада 2009     |
| 245   | Переслідуючи Бякую! Загони Готею в замішанні «Byakuya o oe! Konran no Gotei tai» (白哉を追え！混乱の護廷隊)                      | 10 листопада 2009    |
| 246   | Спецмісія! Порятунок командира Ямамото! «Tokumu! Yamamoto sō taichō o kyūshutsu seyo!» (特務！山本総隊長を救出せよ！)            | 17 листопада 2009    |
| 247   | Обдурений Сінігамі! Загроза руйнування світу! «Damasareta shinigami! Sekai hōkai no kiki!» (騙された死神！世界崩壊の危機)        | 24 листопада 2009    |
| 248   | Дракон Льоду та Дракон Полум'я! Велике протистояння! «Kōri no ryū to honō no ryū! Saikyō taiketsu!» (氷の龍と炎の龍！最強対決！) | 1 грудня 2009        |
| 249   | Банкай Сембондзакура!Битва за цей світ! «Senbonzakura bankai! Genze no kōbō!» (千本桜卍解！現世の攻防)                           | 8 грудня 2009        |
| 250   | Та людина - заради клану Кутікі! «Sono otoko・Kuchiki-ke yue ni!» (その男・朽木家ゆえに)                                         | 15 грудня 2009       |
| 251   | Темна історія! Народження нещасного сінігамі! «Yami no rekishi! Saikyō no shinigami, tanjō!» (闇の歴史！最凶の死神、誕生)        | 22 грудня 2009       |
| 252   | Бякуя, Правда про його Зраду! «Byakuya, uragiri ni kakusa re ta shinjitsu!» (白哉、裏切りに隠された真実)                         | 5 січня 2010         |
| 253   | Мурамаса показує своє справжнє обличчя! «Akasa re ta Muramasa no shōtai!» (明かされた村正の正体)                                 | 12 січня 2010        |
| 254   | Бякуя і Рендзі, повернення 6-го загону! «Byakuya to Renji, roku ban tai futatabi!» (白哉と恋次、六番隊再び)                      | 19 січня 2010        |
| 255   | Остання глава - дзанпакто, невідомі розповіді! «Shūshō·Zanpakutō Ibun Hen!» (終章・斬魄刀異聞篇)                                 | 26 січня 2010        |
| 256   | Бякуя в гніві! Будинок Кутікі зруйнований! «Ikari no Byakuya! Kuchiki-ka hōkai!» (怒りの白哉！朽木家崩壊)                        | 2 лютого, 2010       |
| 257   | Новий Ворог! Справжня природа Мечів-Звірів! «Arata na teki! Gatana-jū no shōtai!» (新たな敵！刀獣の正体)                         | 9 лютого, 2010       |
| 258   | Заблукавша змія, мавпа яка страждає ! «Maigo no hebi, jyunan no zaru!» (迷子の蛇 受難の猿)                                       | 16 лютого, 2010      |
| 259   | Страх! Монстр, що Ховається в підземеллі «Kyōfu! Chika ni hisomu kaibutsu» (恐怖！地下に潜む怪物)                                | 23 лютого, 2010      |
| 260   | Кінець?! Хісагі проти Кадзесіні «Kecchaku!? Hisagi VS Kazeshini» (決着！？檜佐木VS風死)                                          | 3 березня, 2010      |
| 261   | Людина з невідомої здатністю! Призначення Оріхіме «Michi naru nōryoku sha! Nera wa re ta Orihime» (未知なる能力者！狙われた織姫) | 9 березня, 2010      |
| 262   | Хайнеко плаче! Трагедія мечів-звірів «Haineko gōkyū! Higeki no tou-jū» (灰猫号泣！悲劇の刀獣)                                    | 16 березня, 2010     |
| 263   | Висновок?! Сембондзакура і Дзабімару «Yūhei?! Senbonzakura & Zabimaru» (幽閉？！千本桜＆蛇尾丸)                                  | 23 березня, 2010     |
| 264   | Битва жінок? Нанао проти Катен Кьокоцу «Onna no tatakai? Nanao VS Katen Kyōkotsu» (女の戦い？七緒ＶＳ花天狂骨)                   | 30 березня, 2010     |
| 265   | Еволюція?! Загроза останнього дикого меча «Shinka?! Saigo no Tōjū no kyōi» (進化！？最後の刀獣の脅威)                            | 6 квітня, 2010       |

## Арка 14. Арранкари: Руйнування
| Номер | Назва | Дата показу в Японії |
| ----- | --- | -------------------- |
| 266   | Ітіго проти Улькіорри (флешбек) «Ichigo VS Urukiorra» (エ一護VSウルキオラ)                                                                               | 13 квітня 2010       |
| 267   | Сполучені серця! Лівий кулак готовий завдати смертельного удару «Tsunagaru kokoro! Kesshi no hidari kobushi!» (繋がる心！決死の左拳)                     | 20 квітня 2010       |
| 268   | Ненависть і ревнощі, дилема Оріхіме «Zouo to shitto kyuuchi no Orihime» (憎悪と嫉妬 窮地の織姫)                                                          | 27 квітня 2010       |
| 269   | Ітіго і Урю, спиною до спини «Ichigo to Uryuu, se naka awase no kizuna» (憎悪と嫉妬 窮地の織姫)                                                          | 4 травня 2010        |
| 270   | Початок відчаю ... Ітіго, клинок, що не досягає ворога «Zetsubō no hajimari...Ichigo, todokanu yaiba» (絶望の始まり…一護、届かぬ刃)                      | 11 травня 2010       |
| 271   | Ітіго помирає! Оріхіме, скорботний плач! «Ichigo shisu! Orihime, hitsū no sakebi!» (一護死す！織姫、悲痛の叫び！)                                        | 18 травня 2010       |
| 272   | Ітіго проти Улькіорри, закінчення! «Ichigo VS Urukiora, kecchaku!» (一護VSウルキオラ、決着！)                                                            | 25 травня 2010       |
| 273   | Лють Акули! Поява Харрібел «Same no mōi! Hariberu kaihō» (鮫の猛威！ハリベル解放)                                                                        | 1 червня 2010        |
| 274   | Хіцугая, в рішучому пориві - Хьотен Хьоккасо, Похорон Сотні Квітів Льодяних Небес «Hitsugaya, sutemi no Hyōten Hyakkasō!» (日番谷、捨て身の氷天百華葬！) | 8 червня 2010        |
| 275   | Подих близької загибелі - Повелитель Смерті! «Semaru shi no ibuki, shi o tsukasadoru ou!» (迫る死の息吹、死を司る王！)                                   | 15 червня 2010       |
| 276   | Битва в один удар. Банкай Сой Фон! «Ichigeki kessatsu, Soifon, bankai!» (一撃決殺、砕蜂、卍解！)                                                         | 22 червня 2010       |
| 277   | Напруження битви! Кьораку проти Старрка! «Hakunetsu! Kyōraku VS Sutāku!» (白熱！京楽ＶＳスターク！)                                                      | 29 червня 2010       |
| 278   | І знову - кошмар. Відродження Еспади «Akumu futatabi...fukkatsu no Esupāda» (悪夢再び…復活の十刃)                                                        | 6 липня 2010         |
| 279   | Хіракі і Айдзен... Доленосна зустріч! «Hirako to Aizen... innen no saikai!» (平子と藍染…因縁の再会！)                                                    | 13 липня 2010        |
| 280   | Хісагі і Тосен, час розставання «Hisagi to Tōsen, ketsubetsu no toki» (檜佐木と東仙、訣別の時)                                                           | 20 липня 2010        |
| 281   | Корона брехні, досада Баррагана «Itsuwari no ōkan, Baragan no enkon» (偽りの王冠、バラガンの怨恨)                                                        | 27 липня 2010        |
| 282   | Сила душі! Атакуйте, Вовки! «Tamashī no chikara! Rosu Robosu, shūrai!» (魂の力！群狼、襲来！)                                                            | 3 серпня 2010        |
| 283   | Старрк, битва наодинці «Sutāku, tatta hitori no tatakai» (スターク、たった独りの戦い)                                                                    | 10 серпня 2010       |
| 284   | Ланцюг жертв, минуле Харрібел «Gisei no rensa, Hariberu no kako» (犠牲の連鎖、ハリベルの過去)                                                            | 17 серпня 2010       |
| 285   | Столітня образа! Помста Хійорі «Hyakunen no enkon! Hiyori no fukushū» (百年の怨恨！ひよ里の復讐)                                                         | 24 серпня 2010       |
| 286   | Повернення Ітіго! Захистити місто Каракура «Ichigo no kikan! Karakura-cho o mamore» (一護の帰還！空座町を護れ)                                           | 31 серпня 2010       |
| 287   | Гайден! Ітіго і чарівна лампа (філер) «Gaiden! Ichigo to mahou no ranpu» (一外伝！一護と魔法のランプ)                                                    | 7 вересня 2010       |
| 288   | Заключна козирна карта! Ітіго - до вирішального бою «Saigo no kirifuda! Ichigo, kessen e» (一最後の切り札！一護、決戦へ)                                 | 14 вересня 2010      |
| 289   | Бякуя проти Кенпаті?! Сутичка починається «Byakuya VS Kenpachi?! Ransen kaishi» (一一白哉ＶＳ剣八？！乱戦開始)                                           | 21 вересня 2010      |
| 290   | Заради Правосуддя?! Людина, яка покинула Сінігамі «Seigi no tame ni?! Shinigami o suteta otoko» (一一正義の為に？！死神を捨てた男)                       | 28 вересня 2010      |
| 291   | Відчайдушна битва з Айдзеном! Сікай Хірако! «Aizen to no shitō! Hirako, shikai!» (一一藍染との死闘！平子、始解！)                                        | 5 жовтня 2010        |
| 292   | Айдзен проти Сінігамі «Aizen Tai Shinigami» (アイゼ ン VS 死神)                                                                                          | 12 жовтня 2010       |
| 293   | Хіцугая в люті! Лезо ненависті! «Hitsugaya, gekkō! Nikushimi no ha!» (日番谷、激昂！憎しみの刃！)                                                        | 19 жовтня 2010       |
| 294   | Неможливо атакувати? Запечатаний Генрюсай «Kōgeki funō? Fūji rareta Genryūsai» (攻撃不能？封じられた元柳斎！)                                            | 26 жовтня 2010       |
| 295   | Все це - пастка... Створені зв'язки «Subete wa wana... shikumareta kizuna!» (全ては罠...仕組まれた絆！)                                                  | 2 листопада 2010     |
| 296   | Шокуюча правда ... Сила, прихована в Ітіго «Shōgeki no shinjitsu...Ichigo ni himerareta chikara!» (衝撃の真実...一護に秘められた力！)                    | 9 листопада 2010     |
| 297   | Клинок, що витягується?! Ітіго проти Гіна «Nobiru ha!? Ichigo VS Gin!» (伸びる刃！？一護VSギン！)                                                        | 16 листопада 2010    |
| 298   | Фільм! Свято! Кінофестиваль Сінігамі (філер) «Eiga da! Matsuri da! Shinigami eiga sai!» (映画だ！祭りだ！死神映画祭！)                                   | 23 листопада 2010    |
| 299   | День відкриття театру! Глава Пекла: Пролог (філер) «Gekijō kōkai kinen! Jigoku Hen・Joshō» (劇場公開記念！地獄編・序章)                                  | 30 листопада 2010    |
| 300   | Поява Урахари! Зупинити Айдзена! «Urahara tōjō! Aizen o soshi seyo!» (浦原登場！藍染を阻止せよ！)                                                        | 7 грудня 2010        |
| 301   | Ітіго, втрачений бойовий дух? Роздуми Гіна «Ichigo, seni sōshitsu!? Gin no omowaku!» (一護、戦意喪失！？ギンの思惑！)                                    | 14 грудня 2010       |
| 302   | Фінальна Гецуга Теншо?! Ітіго, осягнення! «Saigo no Getsuga Tenshō!? Ichigo no shugyō!» (最後の月牙天衝！？一護の修行！)                                 | 21 грудня 2010       |
| 303   | Реальний світ і Сінігамі! Новорічний спецвипуск! (філер) «Gense mo shinigami mo! Oshōgatsu supesharu!» (現世も死神も！お正月スペシャル！)                | 4 січня 2011         |
| 304   | Ще один гайден! Цього разу ворог - монстр ?! (філер) «Gaiden futatabi! Kondo no teki wa monsutā!?» (外伝再び！今度の敵はモンスター！？)                  | 11 січня 2011        |
| 305   | Вибух марення! Хісагі, вперед, в онсен-готель! (філер) «Mousou bakusō! Hisagi, onsen ryokan e!» (妄想爆走！檜佐木、温泉旅館へ！)                         | 18 січня 2011        |
| 306   | Щоб захистити! Ітіго проти Тенса Дзангецу «Mamoru tame ni! Ichigo VS Tensa Zangetsu!» (護るために！一護ＶＳ天鎖斬月！)                                   | 25 січня 2011        |
| 307   | Критичне становище! Айдзен, надеволюція! «Kinkyū jitai! Aizen, saranaru shinka!» (緊急事態！藍染、更なる進化！)                                          | 1 лютого 2011        |
| 308   | Прощавай... Рангіку «Sayonara...Rangiku» (さよなら…乱菊)                                                                                                 | 8 лютого 2011        |
| 309   | Результат смертельної сутички! Побач фінальну Гецугу Теншо! «Gekitō kecchaku! Hanate, saigo no Getsuga Tenshō!» (激闘決着！放て、最後の月牙天衝！)       | 15 лютого 2011       |
| 310   | Готовність Ітіго! Ціна запеклого бою! «Ichigo no kakugo! Gekitō no daishō» (一護の覚悟!激闘の代償)                                                       | 22 лютого 2011       |
| 311   | Духовний Детектив: Каракурайзер, другий запуск! (філер) «Tamashī no keiji・Karakuraizā sai hasshin!» (魂葬刑事・カラクライザー再発進!)                   | 1 березня 2011       |
| 312   | Вступ на посаду! Новий капітан 2-го загону! (філер) «Shūnin! Arata naru ni ban tai taichō!» (就任!新たなる二番隊隊長!)                                   | 8 березня 2011       |
| 313   | Людина, що ризикує життям в 11-м загоні (філер) «Jūichi ban tai ni inochi o kaketa otoko!» (十一番隊に命を懸けた男！)                                    | 15 березня 2011      |
| 314   | Таємниця красивої леді з офісу (філер) «Bijin OL no himitsu» (美人OLの秘密)                                                                              | 22 березня 2011      |
| 315   | Друг Ятіру! Поява сінігамі правосуддя! (філер) «Yachiru no tomo! Seigi no shinigami toujou!» (やちるの友！正義の死神登場!)                               | 29 березня 2011      |
| 316   | Вихідний Тоширо Хицугаї! (філер) «Hitsugaya Toshirō no kyūjitsu!» (日番谷冬獅郎の休日！)                                                                 | 5 квітня 2011        |

## Арка 15. Вторгнення в Готей 13 (філер)
| Номер | Назва | Дата показу в Японії |
| ----- | --- | -------------------- |
| 317   | Вторгнення! Незвичайний інцидент в Сейрейтеї «Seireitei ni ihen?! Gotei jūsan tai shingun hen!» (瀞霊廷に異変？！護廷十三隊侵軍篇！)               | 12 квітня 2011       |
| 318   | Рендзі проти Рукії? Бій з товаришами! «Renji VS Rukia?! Nakama to no tatakai!» (恋次ＶＳルキア？！仲間との戦い！)                                  | 19 квітня 2011       |
| 319   | Ітіго в пастці! Втеча з Товариства Душ! «Ichigo hobakumō! Sōru Sosaetī o dasshutsu seyo!» (一護捕縛網！尸魂界を脱出せよ！)                         | 26 квітня 2011       |
| 320   | Готей 13, збір в реальному світі! «Gotei jūsan tai, gensei ni shūketsu!» (護廷十三隊、現世に集結！)                                                | 3 травня 2011        |
| 321   | Іккаку проти Іккаку! «Jibun dōshi no taiketsu, Ikkaku VS Ikkaku!» (自分同士の対決、一角VS一角)                                                     | 10 травня 2011       |
| 322   | Зіткнення! Рукія проти Рукії! «Gekitotsu! Rukia VS Rukia!» (激突！ルキアVSルキア！)                                                                | 17 травня 2011       |
| 323   | Захистіть Ітіго! Рішення Нодзомі «Mamore Ichigo! Nozomi no ketsui» (護れ一護！望実の決意)                                                          | 24 травня 2011       |
| 324   | Повернення в Сейретей! Капітани висуваються! «Seireitei dakkan e! Taichō tachi, ugoku!» (瀞霊廷奪還へ！隊長たち、動く！)                           | 31 травня 2011       |
| 325   | Заради віри! Бякуя проти Хіцугаі! «Shinzuru mono no tame ni! Byakuya VS Hitsugaya!» (信ずるものの為に！白哉vs日番谷！)                             | 7 червня 2011        |
| 326   | Дві Хінаморі, рішучість Хіцугаї «Futari no Hinamori, nichi ban tani no kakugo» (ふたりの雛森、日番谷の覚悟)                                        | 14 червня 2011       |
| 327   | Гордість сім'ї Кутікі! Бякуя проти Бякуї «Kuchiki ie no hokori! Byakuya VS Byakuya!» (朽木家の誇り！白哉VS白哉！)                                  | 21 червня 2011       |
| 328   | Переможи Кагеродзу! Війна сінігамі! «Kageroza sa wo taose! Shinigami, sōryokusen!» (影狼佐を倒せ！死神、総力戦！)                                  | 28 червня 2011       |
| 329   | Заборонене дослідження... Прихований секрет Нодзомі! «Kindan no kenkyū...Nozomi ni kakusa reta hitmitsu!» (禁断の研究…望実に隠された秘密！)        | 5 липня 2011         |
| 330   | Я хочу жити...! Дзанпакто Нодзомі «Iki tai...! Nozomi no zanpakutō» (生きたい…！望実の斬魄刀)                                                      | 12 липня 2011        |
| 331   | В ім'я боротьби! Пробуджена Нодзомі! «Tatakau tame ni! Mezameyo Nozomi!» (戦うために！ 目覚めよ望実！)                                             | 19 липня 2011        |
| 332   | Найлютіший Рейгай, Поява в Світі живих! «Saikyo no reigai, gensei ni genru!» (最凶の霊骸、 現世に現る！)                                           | 26 липня 2011        |
| 333   | Знищити Нодзомі!? Рішення Генрюсая! «Nozomi o kesu!? Genryusai no ketsudan!» (望実を消す!? 元柳斎の決断！)                                         | 2 серпня 2011        |
| 334   | Реяцу зникає! Ітіго, битва душі! «Ushinawareru reiatsu! Ichigo, tamashī no shitō!» (失われる霊圧！ 一護、魂の死闘！)                               | 9 серпня 2011        |
| 335   | Приховані в світі прірви? Одинокий Ітіго ?! «Dangai ni senpuku? Mou ichi nin no Ichigo!?» (断界に潜伏？もう一人の一護！？)                         | 16 серпня 2011       |
| 336   | Переслідувати Кагеродзу! Технологічний Відділ Розвитку, наступ! «Kageroza o oe! Gijutsukaihatsu Kyoku, sennyū!» (影狼佐を追え！技術開発局、潜入！) | 23 серпня 2011       |
| 337   | Творець Душ+ «Kaizō konpaku no kaihatsusha» (改造魂魄の開発者)                                                                                     | 30 серпня 2011       |
| 338   | Думки Кона, думки Нодзомі «Kon no omoi, Nozomi no omoi» (コンの想い、望実の想い)                                                                   | 6 вересня 2011       |
| 339   | Захистити Ітіго! Зв'язок друзів! «Ichigo o Mamore! Nakama Tachi no Kizuna!» (一護を護れ！仲間たちの絆！)                                           | 13 вересня 2011      |
| 340   | Рейгаї проти Оригіналів, битва за гордість! «Reigai VS Genshu, Hokori o Kaketa Gekitō!» (霊骸VS原種、誇りをかけた激闘！)                           | 20 вересня 2011      |
| 341   | Вторгнення в Готей 13, закінчення! «Shingun Hen, Saishū Kecchaku!» (侵軍篇、最終決着！)                                                            | 27 вересня 2011      |
| 342   | Дякую «Arigatō» (ありがとう) | 4 жовтня 2011        |

## Арка 16: Втрачене посвідчення сінігамі
| Номер | Назва | Дата показу в Японії |
| ----- | --- | -------------------- |
| 343   | Учень старшої школи 3-го року! Ошатна нова арка починається! «Kōkō 3 nensei! yosoi arata ni shinshō kaishi!» (高校３年生！！)                                                | 11 жовтня 2011       |
| 344   | Боротьба між школами?! Ітіго і Урю, бій разом! «Gakkou kan kousou!? Ichigo to Uryuu, kyoutou!» (学校間抗争！？一護と雨竜、共闘！)                                            | 18 жовтня 2011       |
| 345   | Урю піддається нападу! Прийдешня загроза! «Osowareta Uryū, nakama-tachi ni semaru kyoui!» (襲われた雨竜、仲間達に迫る脅威！)                                                 | 25 жовтня 2011       |
| 346   | Власник Підпорядкування: Куго Гінджо «Furuburingu no nouryoku sha· Ginjō Kūgo» (完現術の能力者·銀城空吾)                                                                     | 1 листопада 2011     |
| 347   | Небезпека підкрадається до сім'ї Куросакі?! Метання Ітіго! «Kurosaki-ka ni shinobiyoru kiki!? Ichigo no mayoi!» (黒崎家に忍び寄る危機！？一護の迷い！)                       | 8 листопада 2011     |
| 348   | Сила посвідчення, «гордість» Ітіго! «Daikōshō no chikara, Ichigo no "hokori"» (代行証の力、一護の“誇り”！)                                                                   | 15 листопада 2011    |
| 349   | Наступна ціль, Рука Диявола спрямована на Оріхіме! «Tsugi no hyōteki, Orihime o nerau ma no te!» (次の標的、織姫を狙う魔の手！)                                              | 22 листопада 2011    |
| 350   | Людина, яка убила виконуючого обов'язки сінігамі!? Цукішіма робить свій хід! «Shinigami daikō o koroshita otoko!? Ugokidasu Tsukishima» (死神代行を殺した男！？動き出す月島) | 29 листопада 2011    |
| 351   | Підпорядкування, ненависна Сила! «Furuburingu, imikirawareta chikara!» (フルブリング、忌み嫌われた力！)                                                                      | 6 грудня 2011        |
| 352   | Цукішіма нападає! Перерване тренування. «Tsukishima, kyōshū! Bōgai sareta shugyō» (月島、強襲！妨害された修行)                                                               | 13 грудня 2011       |
| 353   | Ітіго, освоєння Підпорядкування! «Ichigo, Furuburingu jutsu o tsukai konase!» (護、完現術を使いこなせ！)                                                                     | 20 грудня 2011       |
| 354   | Ітіго проти Гінджо! На ігровому просторі «Ichigo vs Ginjō, gēmu no kūkan e» ((護vs銀城、ゲームの空間へ)                                                                      | 27 грудня 2011       |
| 355   | Сінігамі Починають Бій! У Сейрейтеї Теж Є Новорічна Спеціальна пропозиція!(філер) «Shinigami sansen! Seireitei mo oshōgatsu SP!» (死神参戦！瀞霊廷もお正月ＳＰ！)            | 10 січня 2012        |
| 356   | Ворог чи Друг?! Невидиме Серце Гінджо! «Teki ka mikata ka!? Ginjō no mienai kokoro!» (敵か味方か！？銀城の見えない心！)                                                      | 17 січня 2012        |
| 357   | Небезпека наближається... Здатність Цукішіми! «Shinobiyoru kyoui…Tsukishima no nōryoku!» (忍び寄る脅威…月島の能力！)                                                         | 24 січня 2012        |
| 358   | Зіткнення?! Екзекуція нападає на Гінджо «Gekitotsu!? Ginjō o osō XCUTION» (激突！？銀城を襲うＸＣＵＴＩＯＮ)                                                                 | 31 січня 2012        |
| 359   | Сумний бій! Ітіго проти Садо і Оріхіме! «Kanashimi no tatakai! Ichigo VS Sado & Orihime!» (哀しみの戦い！一護VS茶渡＆織姫！)                                                 | 7 лютого 2012        |
| 360   | Ічіґо проти Урю? Хто зрадник? «Ichigo VS Uryū!? Uragirimono wa dare da!» (一護VS雨竜！？裏切り者は誰だ！)                                                                    | 14 лютого 2012       |
| 361   | Нове поява! Зустріч з Готей 13! «Arata na sugata! Gotei jūsan tai, kenzan!» (新たな姿！護廷十三隊、見参！)                                                                   | 21 лютого 2012       |
| 362   | Відродження! Тимчасовий сінігамі: Ітіго Куросаки! «Fukkatsu! Shinigami daikō･Kurosaki Ichigo!» (復活！死神代行･黒崎一護！)                                                   | 28 лютого 2012       |
| 363   | Жорстока боротьба! Сінігамі проти Екзекуції! «Gekitō! Shinigami vs XCUTION!» (激闘！死神ｖｓＸＣＵＴＩＯＮ！)                                                                | 6 березня 2012       |
| 364   | Відчайдушний Бій!? Тривожні Спогади Бякуї «Zettai zetsumei!? Kioku o hasamareta Byakuya» (絶体絶命！？記憶を挟まれた白哉)                                                    | 13 березня 2012      |
| 365   | Ітіго проти Гінджо! Таємниця Тимчасового Посвідчення «Ichigo VS Ginjō! Daikōshō no himitsu» (一護VS銀城！代行証の秘密)                                                       | 20 березня 2012      |
| 366   | Зміна Історії, Незмінного Серця «Kawariyuku rekishi, kawaranu kokoro» (変わりゆく歴史、変わらぬ心)                                                                           | 27 березня 2012      |